# Seacliff AFC
Seacliff AFC – nowozelandzki klub piłkarski z siedzibą w Otago. Pierwsza drużyna, która zdobyła puchar Chatham Cup w 1923 roku. Klub został rozwiązany.